# Minúscula 18
Minúscula 18 (en la numeración Gregory-Aland), δ 411 (Soden) es un manuscrito griego en minúsculas del Nuevo Testamento. De acuerdo con el colofón fue escrito en 1364. El manuscrito tiene contenidos complejos. Tiene notas marginales.

## Descripción
Es uno de los pocos ejemplares con un completo Nuevo Testamento y el Libro de los Salmos. Contiene también libros litúrgicos con hagiografías: synaxaria y Menologio.
El texto bíblico está escrito en 444 hojas de pergamino (28.9 cm por 21.3 cm) en una columna por página, con 23 líneas por página en letras grandes unciales. Las letras iniciales están en rojo.
El texto está dividido de acuerdo a los κεφαλαια (capítulos), cuyos números se colocan al margen del texto, pero sin τιτλοι (títulos) en la parte superior de las páginas. El texto de los Evangelios no está dividido de acuerdo a las Secciones Amonianas, sino con referencias a los Cánones de Eusebio.
Contiene prolegómenos, tablas de los κεφαλαια (tablas de contenido) precediendo a cada libro sagrado, marcas de leccionario en el margen (para uso litúrgico), αναγνωσεις (lecciones), suscripciones al final de cada libro, números de στιχοι y el Aparato Eutaliano.
Es uno de los pocos ejemplares de todo el Nuevo Testamento. El orden de los libros es: Evangelios, Libro de los Hechos, epístolas generales, epístolas paulinas y Apocalipsis.

## Texto
El texto griego del códice es representativo del tipo textual bizantino. Hermann von Soden lo clasificó a la familia textual Kr. Aland lo colocó en la Categoría V. Según el Perfil del Método de Claremont representa a la familia textual Kr en Lucas 1 y Lucas 20. En Lucas 10 ningún perfil se hizo.
En Mateo 10:12, en el margen cerca de αυτην, destaca una nota con la lectura λεγοντες ειρηνη τω οικω τουτω. La lectura es utilizada por los manuscritos: Sinaiticus*, 2, Bezae, Regius, Washingtonianus, Koridethi, f 1, 22, 1010, (1424), it, vgcl.

## Historia
El colofón, al final del códice, en la página 444 informa: Η παρουσια θεια βιβλος εγραφη μεν, και ετελεστη κατα την μεγαλην πολιν εν τη σεβοτατη των μαγγανων μονη κατα το ςωοβ ετος. εδοθη δε και αφιερωθη παρ εμου νικηφορου του μυζιθρα της λακεδαιμονος καστρω περιεχουσα το ιερον ευαγγελιον και τον πραξαποστολον και το ψαλτηριον μετα της αυτου προθεωριας και της του θεολογου αποκαλυψεως. De acuerdo con este colofón del manuscrito fue escrito en el año 6872, lo que quiere decir 1364 d. C., por Nicéforo Cannavus en Constantinopla. Nicéforo, hijo de Kannabe, lo presentó al monasterio para Myzithra.
El manuscrito fue comprado en 1687 en Constantinopla.
Fue añadido a la lista de los manuscritos del Nuevo Testamento por Wettstein. Fue examinado por Griesbach, Scholz, Paulin Martin, J. G. Reiche, C. R. Gregory (1884), y Hoskier (sólo Apocalipsis).
Se encuentra actualmente en la Bibliothèque nationale de France (Gr. 47) en París.

## Lectura adicional
- Herman C. Hoskier (1929). Concerning the Text of the Apocalypse 1. Londres. pp. 150-157.